# 이여빈
이여빈(李汝馪, 1556년 9월 11일~1631년 9월 28일)은 조선시대 중기의 의병장, 학자이자 문신, 시인이다. 임진왜란 때 의병장으로 활동하였다. 자(字)는 덕훈(德薰), 호는 취사(炊沙), 감곡(鑑谷), 감계(鑑溪), 도촌(道村), 만취헌(晩翠軒), 감곡산인(鑑谷散人) 등이며, 본관은 우계(羽溪)이다. 도촌 이수형의 4대손이며 효신의 둘째 아들이다. 한우(韓佑), 남계 허충길(南溪 許忠吉), 소고 박승임(嘯皐 朴承任)의 문인이다.
1591년(선조 24년) 식년과 진사시에 합격하고 임진왜란이 일어나자 의병대장 김개국 휘하에서 의병으로 왜군과 교전했다. 1604년(선조 37) 동당시에 입격하고 1605년(선조 38) 증광 문과에 병과로 급제한 후 벽사도찰방(碧沙道察訪)에 부임했다가 어머니의 병간호를 위해 1년만에 사직했다. 통훈대부 성균관전적(通訓大夫 成均館典籍)에 이르렀다. 1610년(광해군 3) 성균관전적에 임명됐으나 곧 사퇴했고, 1614년 안동향교 제독이 됐다. 1616년 금교역 찰방에 임명됐으나 사양하고 나가지 않았다. 이황, 이언적의 문묘종향을 이이첨, 정인홍 등이 반대하자, 양선생변무소를 올려 이언적, 이황의 공적을 칭송하고 이이첨, 정인홍을 공박하여 규탄했다. 1617년 다시 성균관전적에 임명됐는데 대북의 인목대비 폐비론과 영창대군 사사 여론을 조성되자, 그는 전은설(全恩說)을 주창, 전은소를 지어 올리고 7일간 궐문 앞에 엎드려 인목대비 폐비와 영창대군 사사의 부당함을 간하였으나 받아들여지지 않자 벼슬을 버리고 낙향, 인수정에 우거하며 시문과 후학 교육에 전념하였다.
이후 영주향교, 안동향교, 상주향교, 진주향교의 제독 등으로 활동하다가, 만년에 인수정을 짓고 후학 양성에 전념하였다. 1625년(인조 3)부터는 영주의 향토지인 영주지를 집필했으나 간행을 보지 못하고 사망한다. 그의 대표적 아호 취사는 모래로 불을 땐다는 뜻이다. 1670년(현종 11) 영주 감계서당에 제향되고 1715년(숙종 41) 봉화 도계서원에 배향되었다.

## 생애

### 출생과 가계
취사 이여빈은 1556년 9월 11일 도촌 이수형(桃村 李秀亨)의 4대손으로, 경상북도 봉화군 내성면 도촌리 사제(沙提)부락(현 경북 봉화군 봉화읍 도촌리 사제부락)에서 태어났다. 증조부는 홍천현감 이대근(李大根), 할아버지는 정략장군 충좌위부호군 이당(李木+堂)이고, 아버지는 장사랑 기자전참봉을 지낸 이효신(李孝信)이고, 어머니는 전주이씨로, 태종의 차남 효령대군 보(孝寧大君 補)의 4대손으로 서원군 이친의 증손이고, 황려부정 이종(黃驪副正 李悰)의 아들 어모장군 사직(司直) 이귀윤(李貴胤)의 둘째 딸이다.
고려 밀직부사 이의(李草+疑 또는 李山+疑)의 8대손으로, 이의는 이성계의 조선 개국을 반대하여 영주 구두들로 낙향하여 여생을 보냈다. 그의 고조부 도촌 이수형은 1455년(단종 3) 수양대군의 왕위 찬탈에 분개하여, 벼슬을 버리고 한양에서 자신의 장인 김담의 고향마을 경상북도 봉화군 문단리 근처 내성면 사제마을로 들어와 정착했다. 이후 단종이 사사되자 삼면은 벽이고, 북쪽을 향해 문이 있는 집을 짓고 평생을 은거하였다. 북쪽은 단종의 능침이 있는 방향이다.
어머니 전주이씨는 효령대군 보의 5대손으로 고조부는 서원군 친이며 증조부는 덕은도정 이납(德恩都正 李蒳)이고 조부는 황려부정 이종이다. 외할아버지 이귀윤은 어모장군 부사직, 사정(司正) 등을 역임했다. 그의 외가는 외할아버지 이귀윤이 경기도 광주군 돌마면에서 경상북도 봉화군 내성면 거촌(巨村)으로 이주하면서 이곳에 정착하였다. 외할머니는 광산김씨로 습독관 김균(金筠)의 딸이다.
형제로는 삼척교수(三陟敎授)를 역임한 진성인(眞城人) 이신도(李信道)에게 출가한 누나와, 형 여형(汝馨), 동생으로는 훈도를 지낸 여암(汝馣), 훈도를 지낸 여함, 여필, 여온 등이 태어났다. 자(字)는 덕훈(德薰), 호는 감곡(鑑谷)이라 하였고, 첫 호는 도촌(道村)이었다가 뒤에 감곡이라 하고, 뒤에 만년에 취사(炊沙)라는 호를 쓰기도 하였다. 그밖에 별호로 만취헌(晩翠軒)이라는 별호도 있었다.

### 생애 초반
성격은 순정독실하였으며 어려서부터 책읽기를 좋아했다. 그는 어려서 잦은 병을 앓았다 한다. 이는 후에 장인 김욱(金勗)이 사망하자 지은 제문(祭文)에서 스스로 밝혔다. 교류하던 친구로는 백암 김륵, 유연당 김대현(悠然堂 金大賢), 단곡 곽진(丹谷 郭山+晉), 남천 권두문(南川 權斗文) 등이 있었다. 소고 박승임의 문하에서도 함께 수학했던 백암 김륵은 후일 그의 처삼촌이자 처당숙이 된다.
부인은 예안김씨로 문절공 무송헌 김담(撫松軒 金淡)의 5대손이며, 고조부는 성균관생원 증 좌통례 김만칭(金萬秤), 증조부는 증 이조판서 김우(金佑)이며, 조부는 생원 김사명(金士明)이고, 아버지는 참봉 김욱(金曰+助)이며, 어머니는 안동권씨로 금천도찰방(金泉道察訪) 증 승지 권동필(權東弼)의 딸이다. 예안김씨 부인에게서 아들 5명, 딸 5명을 두었으나 딸 3명과 아들 1명은 태어난지 얼마 안돼 요절하고, 다음 권람(權欖)에게 출가한 딸이 태어나고, 그 뒤로 아들 성균관생원 성화(成樺), 성림(成林), 선교랑 성재(成材), 성운(成橒), 끝으로 임지경(任之敬)에게 출가한 딸이 태어났다. 예안김씨 부인은 1618년 염질(染疾)로 갑자기 사망하였다.
그의 동생 중 이여암(李汝馣) 역시 예안(선성)김씨와 혼인했는데, 역시 김담의 후손이었다. 김담의 차남 만칭의 4대손 생원 김윤성(金允誠)의 딸이었다.
그 당시 영주군수로 있던 이희득(李希得), 허충길(許忠吉) 등은 그의 총명함을 알아보고 크게 될 아이라 하였다.

### 청년기
그는 순정 독실한 성격에 어려서부터 글읽기를 좋아했다. 어려서 진사 한우(韓佑)의 문하에서 경사백가(經史百家)를 수학하다, 뒤에 남계(南溪) 허충길(許忠吉)의 문하에서 수학했고 뒤에는 퇴계 이황의 제자인 소고 박승임(嘯皐 朴承任)의 문하생이 되었다. 행장에 의하면 처음에는 진사 한우(韓佑)에게서 배우다가 뒤에 남계 허충길의 문하에서 수학했으며 소고 박승임의 문하에 들어가 경사에 통달하고 제자백가를 두루 섭렵하였다. 문사에 능하여 붓을 잡으면 문장이 물흐르듯 하였다 한다. 첫 스승 한우에 대해서는 어린 나이에 가르침은 받은 은혜가 매우 크지만 그 큰 은혜를 제대로 보답하지 못했다는 글을 남겼다. 그는 어려서 병을 앓았는데, 후일 장인 김욱(金勗)의 제문에 '어릴 때부터 많은 병을 앓았고 제멋대로인 성격이었음에도 불구하고 보살펴 주신 은혜가 큰데, 애통하다'는 글을 남기기도 했다.
학당 과시(學堂課試)에서 우수한 성적을 보였으나 바로 시험을 치르지 않고 학업을 더 정진하겠다며 공부에 힘썼다. 1585년~1586년에는 동생 이여암과 함께 영주 소수서원에 입학, 글을 배우다.
동암 권성오(東巖 權省吾)에 의하면 감곡(鑑谷) 동쪽 마을에 산수가 맑고 그윽한 곳이 있다. 전적 이여빈이 거처하였는데, 그는 마음이 탁 트였고 문장은 여사로 여겼다 한다. 아들 이성재가 지은 행장에 의하면 그는 젊었을 때부터 조급하게 벼슬길에 나아갈 뜻은 없었고, 오직 자신의 본분을 지키며 성실하게 살아가는 것을 근본으로 삼고 공부에 정진했다(然自少無意躁進 惟以踐履篤實 爲分內工夫) 한다.

### 임진왜란 전후
1591년(선조 24년) 9월 식년과 진사시에 3등으로 합격하였으나, 바로 임진왜란을 맞았다. 1592년 4월 임진왜란이 터지자, 고향으로 돌아가 의병장으로 영천 지역에서 거병하여, 김개국(金蓋國) 의병대장의 휘하에서 왜적에 맞서 싸웠다. 1596년 일본군이 물러가자 고향으로 돌아왔으며, 도연명의 귀거래사(歸去來辭)에 차운을 지었고, 주자의 책을 매일 탐독하였다. 
1597년(선조 30) 정유재란이 발생하자, 선조 임금에게 친정소(親征䟽)를 올리고, 다시 순흥, 영주에서 의병을 조직하여 왜군과 교전하였다. 임진왜란 당시의 현황과 일본군의 행적을 기록한 용사록(龍蛇錄)를 남겼다.

### 관료 생활
1598년(선조 31년) 전란이 종결되었으나 바로 부친의 3년상을 치렀다. 이때 주자가례 대로 상을 치렀다. 1604년(선조 37년) 증광 동당시(增廣東堂試)에 입격하고, 1605년(선조 38년) 3월 12일에 증광문과(增廣文科)에 병과(丙科) 19등으로 급제하였으나, 어머니의 병 간호를 위해 관직에 나가지 않았다. 그의 과거 합격일은 조응록(趙應祿)의 죽계일기 권7, 을사(만력 33년, 선조 38년) 상권 3월 12일조 기사에 그날 합격한 동방자들 명단과 같이 기록하였다.
1606년(선조 39) 6월 23일 장흥의 벽사도찰방(碧沙道察訪)으로 발령받았으나 만년의 어머니 전주이씨가 병환이 잦자, 어머니의 병간호를 위해 1607년 1년만에 사직, 벼슬을 버리고 고향으로 돌아왔다. 1610년(광해군 2) 성균관전적으로 등용되었으나 정인홍(鄭仁弘)과 이이첨(李爾瞻), 김개시 등이 국정 운영에 문란하게 하므로 나아가지 않았다. 그는 오히려 이이첨과 상궁 김개시의 목을 벨 것은 상소하고 돌아왔다.
1610년(광해군 2) 가을 통훈대부로 승진, 다시 성균관전적(成均館典籍)에 임명되었다. 1611년 8월 어머니 전주이씨 부인 상으로 사직하고 낙향, 그 뒤 3년간 죽을 마시며 여묘살이를 하였다. 3년상 중에도 이이첨, 정조(鄭造) 등의 주도로 영창대군이 화의 근원이니 영창대군을 죽여야 된다는 여론이 나타나자, 그는 8살 어린아이가 무엇을 알겠느냐며 이를 규탄하는 상소를 올렸다.

### 대북과의 갈등, 전은소 제창
3년상을 마쳤으며, 1613년 옥사가 일어나 이이첨과 정인홍이 폐비를 주장하자, 그해 6월 5일 친어머니와 친동생은 아니지만 계통상 어머니와 아우의 관계이니 의리상 이를 헤아릴 것을 간하는 상소문, 전은소(全恩䟽)를 올리고, 폐모 살제는 부당하다며 상소했다. 이때 처음 지은 상소문은 그의 조카 이성간(李成榦)이 필사하여 후대에 전했다. 이후 정인홍, 이이첨 등이 이언적(李彦迪)과 이황(李滉)의 문묘종사(文廟從祀)를 반대하자 그는 양선생변무소(兩先生辨誣疏)를 올려 이황과 이언적의 공적을 치하하며 이이첨과 정인홍을 탄핵하는 상소를 올렸다. 영창대군의 옥사 때에는 여덟살 된 어린아이가 무슨 역심을 품겠느냐며 영창대군 의(㼁)의 신구를 청하는 상소를 몰렸다.
8살의 동자로 대궐 안에서 깊이 지내는 영창대군이 생각하는 것이란, 어린이들과 함께 어울려 노는 것인데 어찌 대궐 밖의 일을 알수가 있으며, 어떻게 간사한 일에 가담할 수 있단 말인가?

그 외에도 그의 셋째 아들 이성재(李成材) 또한 이이첨을 탄핵하는 상소를 올리기도 했다. 순흥지(順興誌)에 의하면 이여빈이 올린 상소는 승정원에서 반입이 저지되었다 한다. '공이 상중(喪中)에 은혜를 온전히 하여야 한다는 내용의 상소를 올렸는데, 승정원에서 저지되고 말았다(公從草土中 上全恩疏 見阻喉司)' 한다. 그해, 그는 학사 김응조(鶴沙 金應祖) 형제가 찾아와 가례(家禮)를 논하였고, 김선(金洗+金) 등도 그를 찾았다.
한때 그의 상소문을 한강 정구(寒岡 鄭逑)가 사주해서 첨삭했다는 유언비어가 시중에 돌기도 했다. 소문을 들은 간송 조임도(澗松 趙任道)가 그를 찾아와 상소문을 올린 것을 묻고, 내용을 확인했다. 조임도는 무민당 박인(无悶堂 朴系+因)에게 보내는 편지에 '이 찰방(李察訪)의 종사(從祀)와 관계된 상소는 지난해 제가 직접 보고 물어보니, 한강(寒岡)이 첨삭했다는 설은 크게 허황된 것입니다. 이미 지은 뒤에 한 번 훑어봤을 따름이라고 하니, '필삭(筆削)' 두 글자는 무함에 가까우므로 제가 손수 지워 없애버렸습니다.(李察訪從祀疏章事。往年任親見問之。則寒岡筆削之說。大脫空矣 旣作之後。但一涉覽而已云云。則筆削二字 近於矯誣)'라 하였다. 이는 조임도의 문집 간송집의 간송속집 제3권 서간편에 수록되었다.
1613년 6월 서소문에서 김제남의 사사 소식을 접하고 분개하였다. 이듬해 영창대군이 사형당했다는 소식을 듣자 탄식하였다.

### 사퇴와 낙향
이후 감곡 감실에 정자 인수정(因樹亭)을 짓고 시문과 후학 교육에 힘을 기울였으며, 만취당 김개국(晩翠堂 金蓋國), 백암 김륵(栢巖 金王+力), 계암 김령(溪巖 金木+岺), 단곡 곽진(丹谷 郭瑨), 수서 박선장, 과재 장수희(果齋 張壽禧), 물암 김륭(勿庵 金隆), 학사 김응조(鶴沙 金應祖) 등 소수의 문인들과 교류하였다. 1614년(광해군 6) 11월 친지의 주선으로 안동향교 제독관(安東鄕校 提督官)이 되어 신령객사(新寧客舍)로 갔다. 1615년 영주군 이산면 원리(院里, 현, 휴천1동)에 있던 영주 이산서원(榮州 伊山書院)이 그해 9월 이산면 석포리로 이주하였다. 1615년(광해군 7년) 9월 이산서원(伊山書院)을 옮길 때 참여, 이산서원이건봉안문(伊山書院移建奉安文)을 지었다.
1616년(광해군 8) 11월 18일 금교역찰방에 천거되었으나, 사양하고 취임하지 않았다. 계암 김령은 계암일록에 그가 한성으로 상경한 것을 기록하였다.
1617년 3월 이이첨 등에게 죄를 줄 것을 청하는 상소를 올렸다. 1617년(광해군 9) 5월 23일 안동에서 열린 향시(鄕試)의 시관(試官)의 한 사람으로 시험을 감독하였다.
1617년(광해군 9) 다시 성균관전적에 제수되어 상경했다. 그해 6월에 인목대비 폐모론이 다시 정청에 올라가자, 그는 주변 사람들이 만류했으나 위험을 무릅쓰고 6월 26일 인목대비 폐모가 옳지 못함을 상소, 7일 동안 합문(閤門) 앞에 엎드려서 간하였으나 받아들여지지 않았다. 
그 해 7월 벼슬을 단념하고 영주 감곡으로 낙향, 영주와 안동 향교의 시독으로 활동했다. 조정에서는 그에게 학관(學官)의 벼슬을 내렸으나 사양하고 나가지 않았다. 그 뒤 영풍군 부석면 감곡(鑑谷)에 은거하여 김개국, 김륵 등 소수의 인사들과 교류하며, 후진 교육에 힘을 쏟았다. 이후 그는 어렵게 살았는데, 눌은 이광정(訥隱 李光庭)에 의하면 그는 나물밥이나 끼니를 잊기 어려울만큼 생활이 궁색한 살림이었으나, 가난에는 마음을 두지 않았다고 한다.

### 교육 활동, 안동, 상주향교 제독관 재직
1618년(광해군 10) 3월 화산교아(花山校衙)의 제독관으로 부임하였다. 1620년 10월 상주향교 제독관(尙州鄕校 提督官)으로 부임하였다. 1622년(광해군 4) 9월 그의 처지를 딱하게 여긴 어느 친지의 주선으로 다시 안동향교(安東鄕校)의 제독관(提督官)으로 부임했다.
1623년(광해군 15) 3월 12일 인조반정이 일어나자 그는 會朝淸明, 조정이 청명해졌다는 글을 지었다. 그러나 인조반정 후 집권한 서인 정귄에서 불렀으나, 거절하고 나가지 않았다. 인수정 근처에 석양와(夕陽窩)를 짓고 거처로 삼고 생활했다. 그는 처음에는 감곡을 아호로 했다가, 뒤에 모래로 불을 땐다, 뭔가를 해도 되지 않는다, 늦은 나이에 고생스럽게 일을 해도 얻는 것이 없다는 뜻의 취사라는 호를 지어 아호로 삼았다. 모래로 불을 때 밥을 짓는다는 뜻의 취사작반(炊沙作飯)의 줄임말도 된다. 주변에서 그에게 농담 삼아 "그대와 같은 고을 사람으로 출세하여 요직에 있는 사람들도 많은데, 그대는 글쎄 왜 침체한가", 여러 사람이 질문하니 그는 "그 사람들은 그들대로 출세하고, 나는 나대로 침체하니 다 운명이고, 또 주변머리가 없는 탓이 아니겠나."라 하였다. 그러자 "그 사람들 하는 데로 적당히 따르면 될 일이지 왜 주변 타령인가" 라고 하면, 그는 대답을 않고 양심장(養心章)을 펼쳐 보여주었다 한다. 그는 인수정에서 시문과 문인들 양성 외에, 가끔 봉화군 도촌리 사제(沙堤)의 명정암(冥酊巖)을 산책하곤 했다.
그는 인수정과 석양와를 오가며 시문을 짓고 학문 연구와 후학 양성에 전념하였다. 1624년 지역 유림들의 추천으로 이산서원 산장(山長)에 초빙되었다.
고향의 향토사 정리에 뜻을 두어, 다니며 여러 분야에 걸쳐 사료를 모으고 다듬어 영주지의 편찬 준비를 해두었으며, 그의 활동을 지켜본 영주 사람 진사 박성범, 김여욱, 조관금이 후원하고, 생원 박안복, 유학 송상헌, 장룡우, 손회종 등이 사적의 수집을 도와주었다. 1625년(인조 3) 11월 이산서원에서 향내 관계 인사의 모임을 주관하여 그 심의를 하고, 그해 12월 24일 서문을 지었으나 생전에 간행을 못 보았다. 또한 외선조 김담의 행적과 사적을 수집하여 문절공 이력록(履歷錄)을 남겼다. 후일 김담의 10대손 김방(金防+土)은 김담의 행장, 신도비명, 기문록과 그가 남긴 이력록 등을 바탕으로 김담의 연보를 정리하였다.
1626년(인조 4) 4월 진주향교 제독관(晉州鄕校 提督官)에 임명되었다.

### 은퇴와 만년
1627년(인조 5) 1월 정묘호란이 발생하고 영천, 풍기 등에서 의병이 창의하자 이여빈은 아들 성화(成樺)，성간(成榦)，성재(成材) 등을 창의소로 보내 의병에 가담하게 하였다. 
1631년(인조 9년) 질병으로 진주향교 제독직을 사임하고 영주 감곡으로 왔다. 1631년(인조 9년) 9월 28일에 영천군 용암면 감곡리(현, 영주시 부석면 감곡리) 인수정 건너편 석양와(夕陽窩) 정침에서 질병으로 사망하였다. 사망 당시 나이는 향년 76세였다.

### 사후
1670년(현종 11년) 가을, 영천의 지역 유림이 세운 감계서당(鑑溪書堂)에 망와 김영조(忘窩 金榮祖) 등과 함께 제향되었다.
눌은 이광정이 행장을 짓고, 묘비명은 갈천 김희주가 찬하였다. 그의 문집 취사집은 셋째아들 서암 이성재가 처음 정리하여 처음 간행하였고, 뒤에 증손자 이기정(李基定)이 정리하여 다시 3권으로 간행하였다. 7대손 이시묵(李時默)이 재간행하면서 1824년(순조 24) 이인행(李仁行)의 서문을 받고, 이시검(李時儉), 이시탁(李時鐸) 등이 1831년에 유심춘(柳尋春) 등이 다시 서를 써주고, 그 해에 6권 3책의 목판으로 간행하였다.
경상도 순흥부 도강면 감곡리(현, 경북 영주시 부석면 감곡리) 분토동(粉土洞) 묘좌에 안장되었고, 1830년(순조 30년) 2월 4일 묘비가 세워졌으며, 묘비문은 가선대부 병조참판 문소(聞韶) 갈천 김희주(葛川 金熙周)가 지었다.
1696년(숙종 22)부터 도계서원 제향이 논의되어 1715년(숙종 41) 9월 영주군 순흥의 도계서원(道溪書院)에 제향되었다. 사림에서 1715년(숙종 41) 순흥의 도계서원에 배향하였는데, 그 상향문에 힘은 무너져가는 기강을 붙들 수 있고 손으로는 달리는 번개를 잡을 수 있다. 사나운 범이 관문을 지키니 뜻을 이루지 못했으나 의로운 행동은 일성과 같도다.(力扶頹綱手摯奔電闕 守虎豹義炳日星)라고 하였다. 그해 조정으로부터 불천위(不遷位)를 받았다.
1799년(정조 23) 정조의 명으로 채홍원(蔡弘遠)과 영남의 선비들이 공동 간행한 영남인물고의 12권, 순흥편에 수록되었다.
후일 1868년(고종 5) 흥선대원군의 서원철폐령에 의해 훼철될 때 공극루 등 건물 일부만 남고 훼철되었다가, 대한제국 멸망 이후 복원되었다. 그뒤 2005년에 후손들이 다시 복원하였다. 저서로 ≪취사문집≫ 6권과 미완성의 유고인 향토사료집 ≪영주지≫가 전한다.

## 저서

취사문집, 이여빈 저

취사문집은 셋째 아들 선교랑 이성재(李成材)가 문집을 정리하여 취사문집으로 간행하였다.
- <<취사문집>>
- <<문절공 이력록(履歷錄)>>
- <<영주지>> (유고)

### 작품
- 명정암 기문(酩酊巖 記文[13])

### 시
벽사도 찰방으로 근무하며 읊은 시
나는 왜 매미처럼 높은 나무를 찾아 맑은 이슬을 마시며
한여름 뜨거운 날씨에 나대로 놀지 못할까
나는 왜 지렁이 처럼도 못할까
마른 흙이나 먹고 샘물이나 마셨으면
인간 세상의 내음새 나는 것을 얻으려 않게 부끄러워라 썩고
속된 선비로 옷과 밥에 얽매어
속된 무리를 따라 꿈틀거려야 하니
굽히기 싫은 나의 허리를 남 위해 굽혀야 하고
꿇기 싫은 무릎을 남 위해 꿇으며
낮추기 싫은 얼굴을 남 위해 낮추고
숙이기 싫은 머리를 남 위해 숙여야 하며
쥐꼬리 만한 녹봉에 중정의 덕에 좀슬리며
하찮은 벼슬에 기걸한 성품도 굽혀야 하다니
말솜씨는 본래 벼변찮은데 남이야 말재주 부리라 하고
기색은 본시 천연한데 남에게 아첨하라 하네

## 약력
- 진사 한우(韓佑)의 문하에서 수학,
- 남계(南溪) 허충길(許忠吉)의 문하에서 수학
- 소고 박승임(嘯皐 朴承任)의 문하에서 수학
- 1585년 ~ 1586년 동생 이여암과 함께 소수서원에 입원, 글을 배우다.
- 1591년(선조 24년) 9월 식년과 진사시에 3등으로 합격
- 1592년 4월 임진왜란이 터지자, 고향으로 돌아가 의병장으로 영천 지역에서 거병하여, 김개국 의병대장의 휘하에서 의병장으로 활동하다. 당시 활동 기록을 메모하여 용사록을 출간하다.
- 1597년(선조 30) 정유재란이 발생하자, 다시 의병을 조직하여 왜군과 교전
- 1601년 부친상
- 1604년(선조 37년) 증광동당시(增廣東堂試)에 입격
- 1605년(선조 38년) 3월 12일에 증광문과(增廣文科)에 병과(丙科) 19등으로 급제, 어머니 전주이씨의 병간호를 위해 관직에 나가지 않았다.
- 1606년(선조 39) 6월 23일 장흥군 벽사도찰방(碧沙道察訪) 부임
- 1607년 6월 23일 사직하고 낙향
- 1610년 성균관 전적에 임명됐으나 사양, 이이첨, 김개시를 규탄하는 상소를 올렸다.
- 1610년 가을, 성균관 전적에 재임명
- 정인홍, 이이첨 등이 이언적(李彦迪)과 이황(李滉)의 문묘종사(文廟從祀)를 반대하자 그는 양선생변무소(兩先生辨誣疏)를 올려 이황과 이언적의 공적을 치하하며 이이첨과 정인홍을 탄핵하는 상소를 올렸다.
- 1611년 8월 모친 전주이씨 사망, 3년상
- 1613년 6월 5일 상중에 상소를 올려, 친어머니와 친동생은 아니지만 계통상 어머니와 아우의 관계이니 의리상 이를 헤아릴 것을 간하는 전은소(全恩䟽)를 올려 폐모살제의 불가하다 하였다. 셋째 아들 이성재도 이이첨을 규탄하는 상소를 올렸다.
- 1614년(광해군 6) 11월 친지의 주선으로 안동향교 제독관(安東鄕校 提督官) 취임
- 1615년 영주 이산서원의 이건 작업에 관여
- 1616년(광해군 8) 11월 18일 금교역찰방에 천거되었으나 사양하고 취임하지 않았다.
- 1617년 3월 이이첨 등에게 죄를 줄 것을 청하는 상소를 올렸다.
- 1617년(광해군 9) 5월 23일 안동에서 열린 향시의 시관으로 시험감독
- 1617년 6월 다시 성균관전적에 재임명
- 1617년 6월 26일~7월 2일 폐모살제의 부당함을 상소하며 궐문 앞에 엎드려 간했으나 거절당하자, 관직을 단념하고 낙향
- 1617년 7월 영주 부석면 감곡으로 낙향, 인수정을 짓고 시문 작문과 후학 교육에 전념하다.
- 1618년 부인 김씨 사망
- 1618년 가을 안동향교 제독관 재추대됨
- 1620년 10월 상주향교 제독관 부임
- 1624년 영주 이산서원 산장에 추대
- 1625년 영주지역 사료를 수집, 영주 이산서원 산장으로 재직 중 영주 지역 향사들의 감수, 검토를 받고 서문을 썼다. 그러나 책의 출간을 보지 못하고 사망한다.
- 1626년 4월 진주향교 제독관 부임
- 1627년(인조 5) 1월 정묘호란 발생. 영천, 풍기 등에서 의병이 거병하자 아들 성화(成樺)，성간(成榦)，성재(成材) 등을 창의소로 보내 의병에 참여케 하였다.
- 1631년 영주군 이부석면 감곡리 석양와에서 질병으로 사망
- 1670년(현종 11년) 가을, 영천의 지역 유림의 공의로 감계서당(鑑溪書堂)에 제향
- 1715년(숙종 41), 순흥 지역 유림의 공의로 순흥 도계서원(견일사)에 배향

## 가계
- 할아버지 이당(李糖)
  - 백부 이효량(李孝良)
  - 계부 이효충(李孝忠)
- 아버지 이효신(李孝信, 1529년 9월 9일 - 1602년 1월 16일)
- 어머니 전주이씨(全州李氏, 1529년 12월 7일 - 1611년 8월 4일)
  - 형 : 이여형(李汝馨)
  - 동생 : 이여암(李汝香+庵)
  - 동생 : 이여합(李汝香+合)
  - 동생 : 이여필(李汝馝)
    - 조카 이성건(李成建, 자는 자강(子强), 1585년 - ?, 1624년 생원)
    - 조카며느리 공주이씨, 이질의 딸

  - 동생 : 이여온(李汝香+溫)
  - 매제 : 이신도(李信道)
- 부인 예안김씨(1558년 5월 29일 - 1618년 윤 4월 4일)
  - 첫째 아들 이성화(李成華, 자는 자회(子晦), 호는 하천(河泉), 1582년 - ?, 생원)
  - 맏며느리 함창 김씨, 부사 김구정(金九鼎)의 딸
  - 둘째 아들 이성림(李成林, 자는 자무(子茂), 1585년 - 1654년, 선무랑)
  - 둘째 며느리 단산 장씨(丹山張氏, 생원 장진(張瑨)의 딸)
  - 셋째 아들 이성재(李成材, 호는 서암(西巖), 문인, 선교랑 역임)
    - 손녀 이씨
    - 손녀 사위 강현선(姜顯先, 본관은 진주, 성균관 전적(成均館典籍) 역임)

  - 넷째 아들 이성운(李成雲, 자는 자장(子章), 을미(1595년?) - ?, 통덕랑 홍문관 교리)
  - 넷째 며느리 공인 성산김씨, 김성택(金成澤)의 딸, 찬성 김현주(金玄柱)의 후손
  - 딸 이씨
  - 사위 권람(權欖)
  - 딸 이씨
  - 사위 임지경(任之敬)

- 처부 김욱(金勗, 1536년 ~ 1600년, 본관은 예안, 참봉)
  - 처삼촌 김륵(호는 백암, 김륵은 숙부 의 양자로 갔으므로 그에게는 처삼촌이면서 처당숙이 된다.)

- 외조부 이귀윤(李貴胤, 1493년 ~ 1539년 2월 3일), 서원군 친의 증손
- 외조모 : 광주김씨(1509년 ~ 1602년 2월 4일), 습독관 김균(金筠)의 딸
  - 외삼촌 : 이탁(李綽 1532년 ~ 1567년8월 23일)
  - 이모부 : 변영순(邊永淳)
  - 이모부 : 이종도(李宗道)

## 평가
눌은 이광정은 그를 가리켜 순정 독실한 천품이었다고 한다.

## 기타
소고 박승임의 문하생들의 사우록을 짓기도 했다.
그는 남계 허충길의 문하와 소고 박승임의 문하에서 수학하여, 남계로부터는 모재 김안국으로, 소고 박승임으로부터는 퇴계 이황의 학통을 계승하였다.
그의 저서 취사문집은 아들 이성재가 정리하여 간행하였고, 1831년(순조 31) 이여빈의 증손 이기정(李基定)에 의해 재정리, 재간행되었다.
그가 생전에 쓰던 놋그릇과 놋수저, 붓,연적,벼루, 향로와 향합 등이 21세기까지도 전하고 있다.

### 전은소
1617년(광해군 10년) 봄에 광해군이 7서의 변을 계기로 계모인 인목대비를 폐하여 서궁에 유폐하자, 비록 친 모자간은 아닐지라도 계통상 엄연한 모자간 임으로 폐모 살제의 부당성을 주장한 상소이다.
"새재 도적 박응서의 공초에 자전(인목대비)과 영창대군이 관련된 양으로 되었음은 천고의 불행입니다. 예로부터 밝고 어진 임금이 많았으나 특히 요순을 대효로 일컬음은 그분들이 인륜의 변고에 처하였으나 우애의 도리를 극진히 했기 때문입니다. ..... 이제 영창대군은 겨우 여덟 살의 아기로 깊이 대내에 있으면서 어머니 곁에서 어리광이나 부리는 형편으로 바깥 일과 전혀 관련이 있을 수 없으리란 것을 사람들이 잘 아는 바입니다. 그런데도 영창대군을 죄로 다스리기를 주장하는 것은 한갓 역모를 다스린다는 명분만을 알 뿐 전하를 불의와 패륜에 빠뜨린다는 중대한 허물은 생각지 못하는 처사입니다. ..... 전하의 효성은 선왕(선조)께서 쓰고 부리시던 지팡이나 마필까지도 반드시 공경하여 보호 하셨거든, 하물며 평일 선왕께서 그토록 자애하시던 영창이 아니오이리까. 전하는 이미 영창을 폐하여 서인으로 만드셨으니 힘써 여러 신하의 의논을 쫓아 그 명은 용서하심이 처변의 도리를 온전히 하고 공의와 사정에 함께 마땅함을 얻으심이 될까 하옵니다.
또 드리건대 여덟살 아기(영창)는 함께 뿌리에 붙은 나무로 모후(인목대비)에게서 멀리 떼어 놓음은 어린 풀의 뿌리를 잘라 놓음과 무엇이 다르겠습니까? 어린이(영창)가 놀라움과 근심으로 목숨을 잃음에서 벗어나게 하셔야 자전(慈殿) 또한 마음을 상하지 않게 하심이 될까 하옵니다. ..... 원하옵건대 전하는 종당 대순의 마음을 마음으로 하시와 후세의 잘못을 경계하시고 골육이 단란하며 모자분(광해와 인목대비)의 사이가 처음같게 하시면 지극한 화기를 부르심이며 태평을 이루심이 되어 전하의 덕이 청사에 길이 빛날 것이며 선왕의 하늘에 계신 넋이 반드시 기뻐 하실 것입니다. ....."
그는 궐문 앞에서 일주일을 엎드려 간하였지만 상소는 받아들여지지 않았다.

### 회퇴변척소 정구 관련설
이여빈이 이언적, 이황의 문묘 종사를 상소한 회퇴 변척소를 한강 정구(寒岡 鄭逑)가 내용을 첨삭했다는 소문이 유포되었다.
함안 출신 학자 간송 조임도(澗松 趙任道)가 이여빈의 상소문을 입수하여 읽고 박백화(朴伯和, 무민당 박인(无悶堂 朴絪))에게 편지를 보냈다. 조임도는 박인에게 '이 찰방(李察訪)의 종사(從祀)와 관계된 상소는 지난해 제가 직접 보고 물어보니, 한강(寒岡)이 첨삭했다는 설은 크게 허황된 것입니다. 이미 지은 뒤에 한 번 훑어봤을 따름이라고 하니, '필삭(筆削)' 두 글자는 무함에 가까우므로 제가 손수 지워 없애버렸습니다. 편지 쓸 종이를 마주하니 멍하여 뭐라고 말해야 할지 모르겠습니다.(李察訪從祀疏章事，往年任親見問之，則寒岡筆削之說，大脫空矣。旣作之後，但一涉覽而已云云，則“筆削”二字，近於矯誣，故任手自塗抹矣。臨紙茫然，不知所云。)'라 하였다.
조임도는 박인에게 보낸 편지에, 이여빈의 상소문을 읽고 직접 물어봤으나 한강 정구가 내용을 첨삭했다는 소문은 허황되었다고 하였다.

## 같이 보기
| - 박승임 - 김담 - 김개국 - 임진왜란 - 김륵 - 이수형 - 이황 - 장여화 - 폐모사태 - 이광정, 눌은 - 김희주, 갈천 - 이휘도 - 이진만 - 곽진 - 권두문 | - 인수정 - 취사집 - 용사록 - 영주지 - 김담 - 송석충 - 남이공 - 이잠 - 전은설 - 이진주 - 권두경, 창설 - 이효린 - 백은당 |